# Муніципальний аеропорт Еббівілл
Муніципальний аеропорт Еббівілл (англ. Abbeville Municipal Airport, коди -, K0J0) — державний аеропорт, що належить місту, розташований в 6 кілометрах на північ від центрального ділового району Еббівілля, міста в окрузі Генрі, штат Алабама, США. Це єдиний аеропорт, який обслуговує місто Еббівілл.
Цей аеропорт включено до Національного плану інтегрованих систем аеропорту FAA на 2011—2015 та 2009—2013, в обох з яких він класифікується як об'єкт авіації загального призначення.